# 睦合村 (福島県河沼郡)
睦合村（むつあいむら）は福島県河沼郡にあった村。現在の西会津町睦合にあたる。

## 地理
- 山：一ノ沢山

## 歴史
- 1889年（明治22年）4月1日 - 町村制の施行により睦合村が単独で自治体を形成。
- 1954年（昭和29年）7月1日 - 野沢町・尾野本村・登世島村・下谷村・群岡村・上野尻村・宝坂村および耶麻郡新郷村・奥川村と合併して西会津町が発足。同日睦合村廃止。

## 交通

### 道路
- 越後街道（二級国道115号新潟平線、現・国道49号）

現在は旧村域を磐越自動車道が通過するが、当時は未開通。